# Morten Bonde
Morten Bonde (født 1991) er en dansk atlet medlem af Aalborg AM tidligere i Dybvad Idrætsklub (-2004).
Morten Bonde har vundet flere medaljer på DM, senest bronze ved de dansk inde-mesterskaber i højdespring 2011 med et spring på 2,03.

## Danske mesterskaber
- Bronze 2011 Højdespring-inde 2,03
- Sølv 2010 Højdespring-inde 1,90
- Bronze 2009 Højdespring 1,97 meter
- Bronze 2009 Højdespring-inde 1,96

## Personlig rekord
- Højdespring: 2,01 2011
- Højdespring-inde: 2,06 2011